# Чешка литература
Чешка литература (на чешки: Česká literatura) е литературата, написана на чешки език.

## Старочешка литература
Произведенията от началния период имат предимно подражателен характер; нерядко вместо истинска поезия те представляват опити за стихоплетство и риторика, които се отнасят еднакво както към светската, така и към духовната литература. Към числото произведения, които са най-популярни по това време сред населението, са чешката Александреида, превод от латински и изпълнена със значителен дял патриотизъм и омраза към германците; любопытни са и чешките адаптации на рицарските романи и поеми Тристрам (Тристан) и Тиндариаш и Флорибела, а по патриотично настроение и омраза към германците особено се откроява Далимиловата хроника от началото на 14 век.